# Elattoneura tropicalis
Elattoneura tropicalis är en trollsländeart som beskrevs av Elliot C.G. Pinhey 1974. Elattoneura tropicalis ingår i släktet Elattoneura och familjen Protoneuridae. Inga underarter finns listade i Catalogue of Life.